# Facund Burriel i Garcia de Polavieja
Facund Burriel i Garcia de Polavieja (València, 1876 - 1934) fou un advocat i polític valencià, fill de Facund Burriel i Guillén. Es llicencià en dret a la Universitat de València, i s'afilià al Partit Conservador, on donà suport successivament Francisco Silvela, Antoni Maura i Montaner i José Sánchez Guerra y Martínez, amb els quals fou sovint diputat provincial i senador per València el 1921. Des del punt de vista cultural, fou president de Lo Rat Penat (1927-1928), acadèmic de la Reial Acadèmia de Belles Arts de Sant Carles i director del Centre de Cultura Valenciana el 1924-1927.